# Lompen
Lompen of vodden zijn oude kleren.

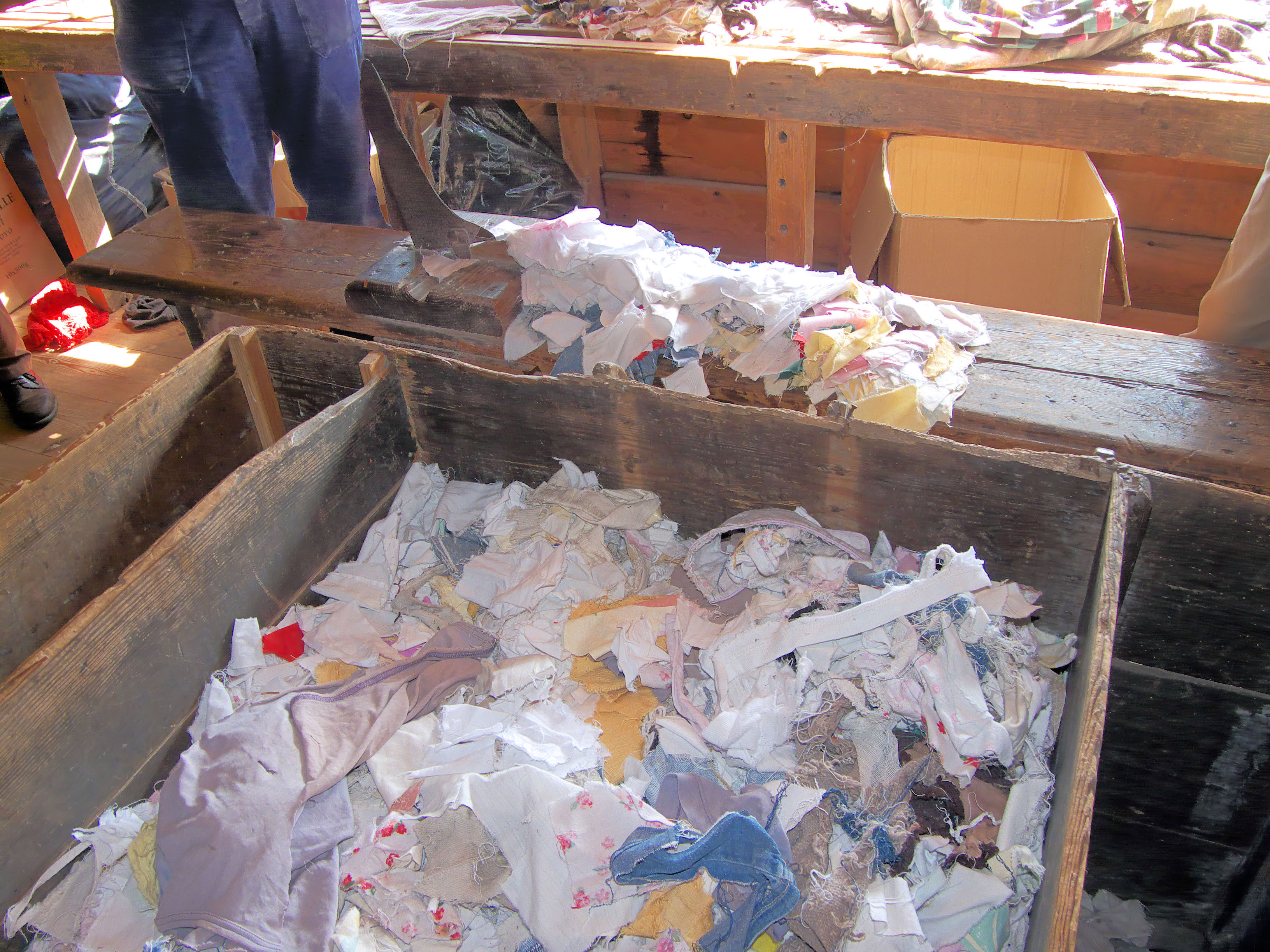
Lompen die gescheurd worden om in een papiermolen te gebruiken

Vroeger werden deze opgehaald door de voddenman, ook waren er handelaars in lompen en oude metalen. De oude kleren waren waardevol omdat hiervan papier werd gemaakt. Toen de papierindustrie overging op hout en oud papier als grondstoffen is de inzameling van vodden teruggevallen.
Vanaf de 2e helft van de 19e eeuw tot in de 1e helft van de 20e eeuw werd zogeheten kunstwol vervaardigd uit wollen lompen.
Oud textiel kan worden ingeleverd bij een textielverzamelpunt. Vanaf 1 juli 2023 zijn in Nederland producenten verantwoordelijk zijn voor hun textielproducten in de afvalfase, zij moeten zorgen voor de inzameling, zodat het weer hergebruikt en gerecycled kan worden.